# Bjelik Imre
Bjelik Imre (németül: Emmerich Bjelik) (Illava, 1860. július 24. – Nagyvárad, 1927. május 9.) katolikus pap, az Osztrák–Magyar Monarchia tábori apostoli vikáriusa (tábori püspöke), nagyváradi apostoli adminisztrátor.

## Pályafutása
teológia tanulmányait Nyitrán végezte. 1883-ban szentelték pappá. 1888-tól a szarajevói hadtestnél, 1893-tól Pozsonyban szolgált katonai lelkészként. 1894-től Belopotoczky Kálmán tábori püspök egyháztanácsi titkára, 1908-tól igazgatója volt. 1903-tól pápai prelátus.

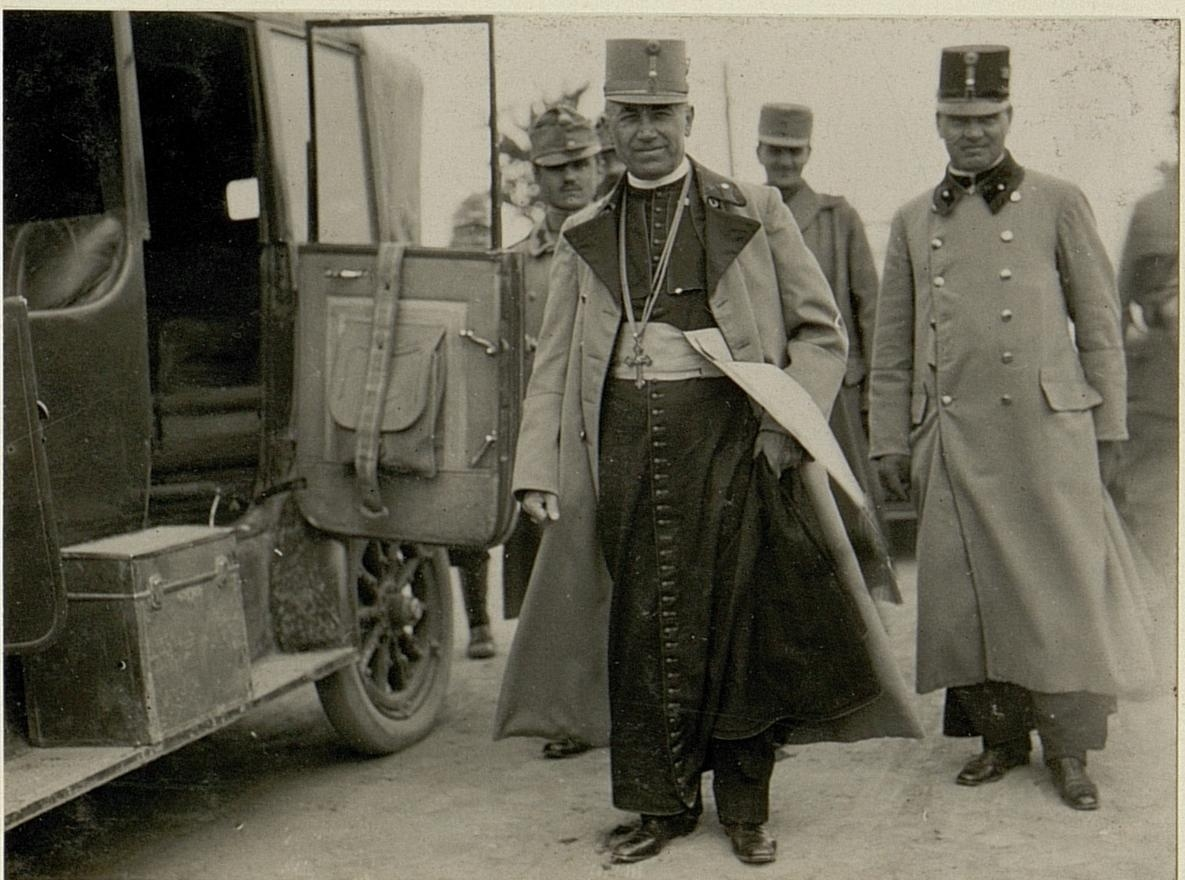
Bjelik Imre tábori püspökként

### Püspöki pályafutása
1911 májusában a király az Osztrák–Magyar Monarchia tábori apostoli vikáriusává és váradi kanonokká nevezte ki. 1913. január 8-án thasusi címzetes püspökké és az Osztrák–Magyar Monarchia tábori apostoli vikáriusává nevezték ki. Február 22-én szentelte püspökké Belopotoczky Kálmán tábori püspök, Fischer-Colbrie Ágoston kassai püspök és Joseph Pfluger bécsi segédpüspök segédletével. 1915-től valóságos belső titkos tanácsos.
1918. november 11-én lemondott.
1923-tól, Széchényi Miklós püspök halála után nagyváradi apostoli adminisztrátor.

## Művei
- Szívélyes „Isten hozott” a fiatal bajtársaknak. Pozsony, 1891 (németül: Ein herzliches Willkommen den jungen Kriegskameraden. Pozsony, 1891)
- Istennel a királyért és hazáért. Pozsony, 1892 (németül: Mit Gott für Kaiser und Vaterland. Pozsony, 1893)
- Húsvéti ajándék a katolikus hadfiaknak. Pozsony, 1892
- Egyesült erővel. Egy táborilelkész szava bajtársaihoz. Pozsony, 1894
- Ehrenblatt aus der Geschichte des Infanterieregiments Nr. 72. Pozsony, 1894
- Geschichte der k.u.k. Militär-Seelsorge und des apostolischen Feld-Vicariates. Bécs, 1901
- Rituale in usum c. et r. ecclesiae militaris. Bécs, 1902
- Handbuch für die k.u.k. Militärgeistlichkeit. Bécs, 1905

Szerkesztette 1901–1911 a Pastoralblatt für die Militär- und Marinegeistlichkeit c. szaklapot.